# Olej norkowy
Olej norkowy (właściwie: „olej z wizona”) – olej wytwarzany z tłuszczu wizona amerykańskiego, nazywanego niegdyś „norką amerykańską” (skąd pochodzi zwyczajowa nazwa oleju).
Tłuszcz, z którego robi się olej, pochodzi z warstwy tłuszczu znajdującego się pod skórą wizonów i jest pozyskiwany ze skórek przeznaczonych na futra.
Olej norkowy jest źródłem kwasu oleopalmitynowego, który posiada właściwości podobne do ludzkiego łoju. Z tego powodu olej norkowy jest używany w produktach medycznych i kosmetycznych. Olej z wizonów jest również używany do konserwacji różnych rodzajów skór wyprawianych. 
Do ważnych cech zalicza się m.in.: odporność na promieniowanie ultrafioletowe UVA i UVB, nie powoduje alergii oraz jest odporny na jełczenie. Na bazie oleju z wizonów produkowane są też mydła kosmetyczne i perfumy.
Roślinnymi zamiennikami oleju norkowego jako źródła kwasu oleopalmitynowego są m.in. olej z orzechów makadamia oraz olej z rokitnika. Oba mają większą zawartość procentową kwasu oleopalmitynowego (odpowiednio 22 i 40%) niż olej norkowy (17%).